# Шендрије
Шендрије (фр. Chindrieux) је насељено место у Француској у региону Рона-Алпи, у департману Савоја.
По подацима из 2011. године у општини је живело 1266 становника, а густина насељености је износила 77,1 становника/km².

## Демографија
| 1962. | 1968. | 1975. | 1982. | 1990. | 2011. |
| ----- | ----- | ----- | ----- | ----- | ----- |
| 733   | 805   | 800   | 951   | 1.059 | 1.266 |